# Olivier Carré (politico)
Olivier Carré (Orléans, 16 marzo 1961) è un politico e imprenditore francese deputato al parlamento francese.

## Biografia
Fonda la sua prima impresa nel 1983, all'età di 22 anni. Entra in politica come amministratore locale, diventando vicesindaco della sua città natale. Nel 2007 viene eletto all'Assemblée nationale, il parlamento francese, nelle file dell'Unione per un Movimento Popolare, dove ricopre un ruolo dirigenziale. Dal 2015 al 2020 è sindaco di Orléans, sua città natale.